# Lophornis
A Lophornis, magyarul kacér kolibrik a madarak osztályának sarlósfecske-alakúak (Apodiformes) rendjébe és a kolibrifélék (Trochilidae) családjába tartozó nem.

## Rendszerezése
A nemet René Primevère Lesson francia ornitológus írta le 1829-ben, jelenleg az alábbi 10 faj tartozik ide:
- király-kacérkolibri (Lophornis ornatus)
- Gould-kacérkolibri (Lophornis gouldii)
- pompás kacérkolibri (Lophornis magnificus)
- rövidcopfos kacérkolibri (Lophornis brachylophus)
- vöröskontyos kacérkolibri (Lophornis delattrei)
- fénylő kacérkolibri (Lophornis stictolophus)
- pillangókolibri (Lophornis chalybeus)
- pávakolibri (Lophornis pavoninus)
- feketeüstökű kacérkolibri (Lophornis helenae)
- fehérüstökű kacérkolibri (Lophornis adorabilis)

## Előfordulásuk
Mexikó, Közép-Amerika és Dél-Amerika területén honosak.

## Megjelenésük
Testhosszuk 6-9 centiméter körüli.